# Kriegerdenkmal Chörau

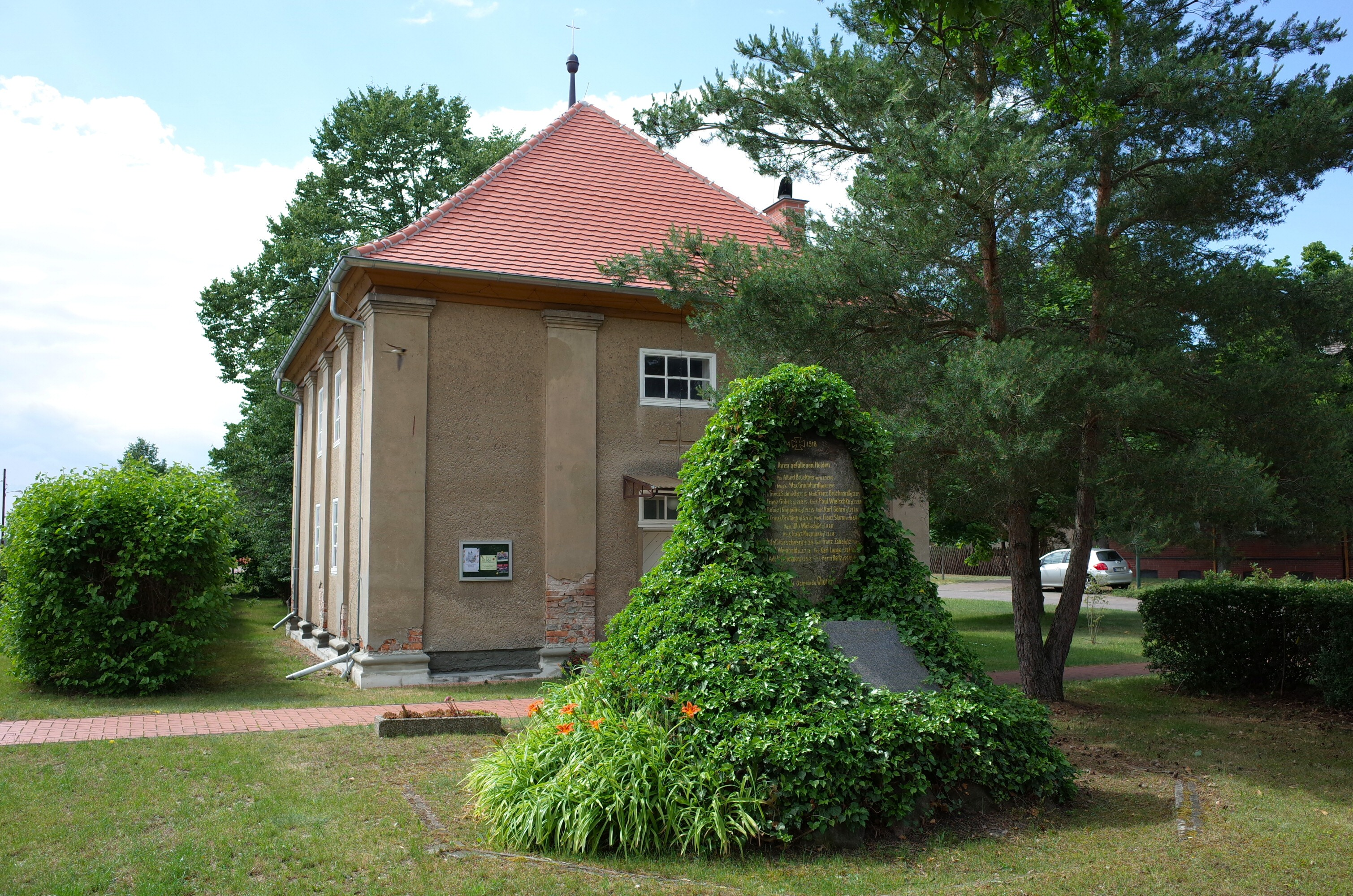
Ansicht von Osten

Das Kriegerdenkmal von Chörau ist ein Denkmal in der Einheitsgemeinde Osternienburger Land im Landkreis Anhalt-Bitterfeld in Sachsen-Anhalt. Es steht unter Denkmalschutz und ist im Denkmalverzeichnis mit der Erfassungsnummer 094 70260 als Kleindenkmal eingetragen.
Die kleine Gedenkanlage steht im Ortszentrum von Chörau auf einem durch die Dorfstraße gebildeten Platz östlich der Kirche. Sie besteht aus einem aufrecht stehenden Stein sowie einer davor liegenden Platte. Der Inschriftstein, vermutlich ein Findling, nennt die Jahreszahlen des Ersten Weltkrieges, die sich links und rechts des Eisernen Kreuzes befinden. Darunter steht die Widmung Ihren gefallenen Helden, gefolgt von einer Auflistung der 18 Gefallenen, jeweils mit militärischem Rang und dem Todesdatum, nach dem sie von oben nach unten sortiert wurden. Am unteren Ende folgt der Auftraggeber: Die Gemeinde Chörau. 
Die Anlage ist heute von Laub umgeben, die Überschrift der liegenden Tafel lautet: Gefallene des 2. Weltkrieges 1939-1945 / Gemeinde Chörau. Darunter finden sich 16 Namen.

## Bilder

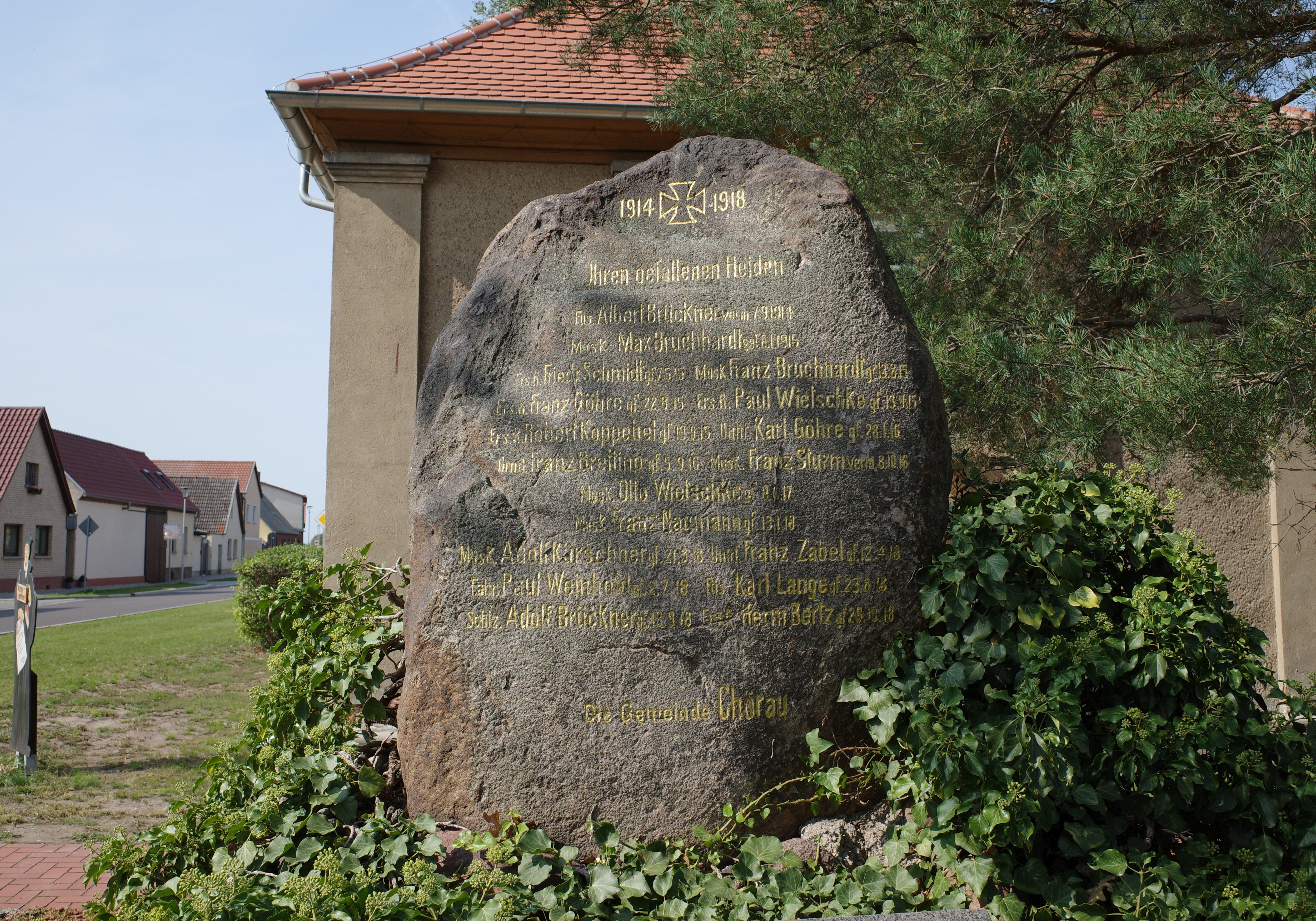
Gedenkstein Erster Weltkrieg
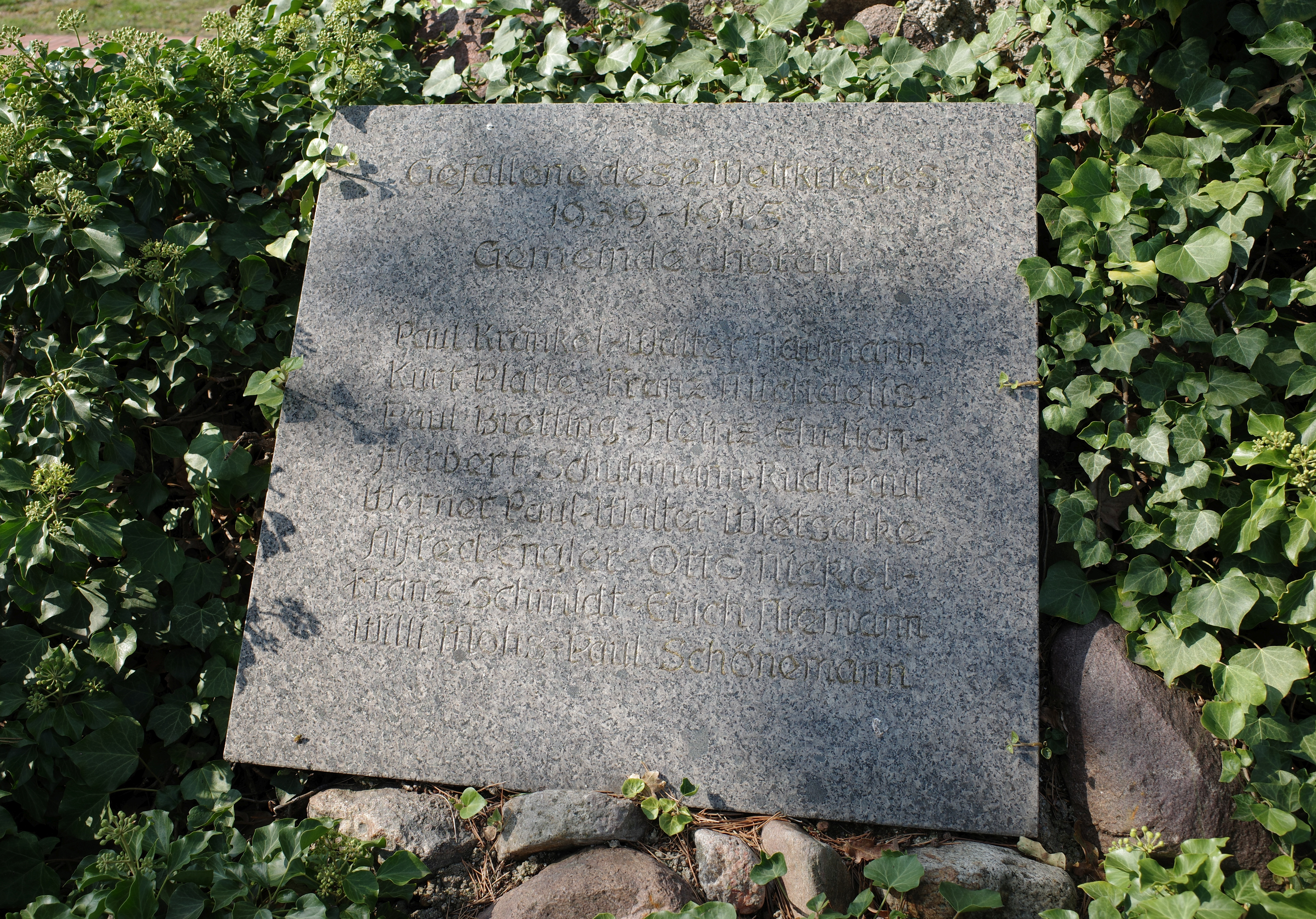
Gedenktafel Zweiter Weltkrieg